# انقلاب 1851 في فرنسا
الانقلاب الفرنسي في 2 ديسمبر عام 1851 هو انقلاب ذاتي خطط له لويس نابليون بونابرت (الذي كان حينها رئيس الجمهورية الفرنسية الثانية). انتهى الانقلاب بتفكيك الجمعية الوطنية الفرنسية وإعادة تأسيس الإمبراطورية في العام التالي. عندما أدرك لويس نابليون (ابن أخ نابليون بونابرت) أنه سوف يضطر للتخلي عن منصبه في عام 1852، خطط بونابرت لانقلاب على البرلمان حتى يبقى في منصبه وينفذ برنامجه الإصلاحي الذي شمل إعادة حق الاقتراع لجميع الرجال (الذي أبطله الجهاز التشريعي سابقًا). أيد الشعب الفرنسي تدابيره السياسية وتمديد فترة حكمه لمدة 10 أعوام من خلال استفتاء دستوري شعبي. وبعدها بعام واحد استعاد لويس بونابرت عرش عمه، وأصبح إمبراطور فرنسا الجديد تحت اسم نابليون الثالث.

## الأسباب
في عام 1848، اُنتخب لويس بونابرت رئيسًا لفرنسا عبر اقتراع حر شارك فيه الرجال فقط، وحصل على 74% من الأصوات. صعد بونابرت للحكم بمساعدة حزب النظام ضد خصمه لويس أوجين كافينياك. دخل بونابرت بعدها في نزاع متواصل مع أعضاء الجمعية الوطنية الفرنسية.
أثبت بونابرت مرونته ودهائه السياسي على عكس ما كان يتوقعه حزب النظام الذي ظن أنه من السهل خداعه (فقد وصفه أدولف تيير بأنه «رجل معتل العقل ومن السهل لنا أن نتلاعب به»). فقد نجح بونابرت في فرض خياراته وقراراته على الجمعية الوطنية التي أظهرت نزعة محافظة من جديد عقب ثورة يونيو في عام 1848. انشق بونابرت عن حزب النظام وأنشأ وزارة الكتبة، وعين الجنرال ألفونس دهاوتيول رئيسًا لها في عام 1849. في 3 يناير 1950، تخلص بونابرت من نيكولا شانغانييه (شخص متمرد على حزب النظام) ما أدى إلى نشوب نزاع مفتوح داخل الحزب. شجع بونابرت كذلك عدة جرائد معادية للبرلمان، وحصل على دعم 150 عضو من أعضاء البرلمان (الذي شكلوا ما يُعرف بحزب الإليزيه).
حظرت بنود الدستور على الرؤساء الحاليين محاولة إعادة ترشيح أنفسهم للانتخابات الرئاسية، ما اضطر نابليون لإنهاء فترة حكمه في ديسمبر عام 1852. لم يرضَ نابليون بالاعتراف بالهزيمة، وأنفق النصف الأول من عام 1951 في محاولة تعديل الدستور كي يسمح له بإعادة ترشيح نفسه بعد موافقة البرلمان. سافر بونابرت إلى الأقاليم المختلفة سعيًا إلى حشد الدعم الشعبي في صالحه. قدم ثلثي المجلس العام دعمهم لقضية بونابرت، ولكن أنصار دوق أورليان (الأمير فيليب) في الجمعية الوطنية تحالفوا مع اليسار المتطرف بقيادة أدولف تيير لعرقلة خطط نابليون. وفي يناير عام 1851، سحب البرلمان ثقته بوزارة الكتبة. وفي 19 يوليو، رفض البرلمان التعديل الدستوري الذي طرحه لويس بونابرت، وأبطلوا كذلك حق الرجال في الاقتراع سعيًا منهم إلى تحطيم الدعم الشعبي لبونابرت.

## تجهيزات الانقلاب
خطط بونابرت للانقلاب بإمعان بدايةً من 20 أغسطس 1851. تمت الخطط والتجهيزات لهذا الانقلاب في سان كلو. ومن بين المشاركين في المؤامرة جان غيلبرت فيكتور (دوق بيرسيني وأحد رفاق بونابرت المخلصين)، ودوق مورني، والجنرال جاك لروا سانت أرنو. في 14 أكتوبر طلب بونابرت من البرلمان أن يعيدوا حق الرجال في الاقتراع ولكن طلبه جوبه بالرفض. رُفض طلبه بإعادة النظر في اقتراح التعديل الدستوري في 13 نوفمبر. عين بونابرت الجنرال سانت أرنود وزيرًا للحرب، ووُزعت منشورات على الجنود تذكرهم بالتزامهم بالطاعة والولاء. عُين أتباع الرئيس في عدة مناصب هامة مثل: الجنرال مانيان بصفته قائد جنود باريس، وموبا حاكم إقليم غارون العليا بصفته قائد شرطة باريس. وبعدما أدرك بونابرت أن الانقلاب سوف يحدث لا محالة، خطط لجعل يوم تتويج نابليون عام 1804 ويوم الانتصار في معركة أوسترليتز عام 1805 اليوم الذي سوف ينفذ فيه الانقلاب. أُطلق على تلك العملية اسم روبيكوني في إشارة إلى يوليوس قيصر.

## وصلات خارجية
- Coup d'État du 2 décembre 1851 sur Herodote.net
- Autour de Décembre 1851, Revue d'histoire du XIXe siècle (n° 22)
- L'année 1851 sur www.19e.org